# УЗРГ

Унифицированный Запал Ручной Гранаты — УЗРГ

УЗРГ (рус. Универсальный Запал Ручной Гранаты) — советский универсальный запал системы Вицени Е.М. и А. А. Беднякова, разработанный в 1941 году для замены запала Ковешникова и применявшийся для снаряжения ручных гранат Ф-1, РГ-42, РГД-5 и др.. Главное назначение запала — подрыв основного заряда гранаты.

## Конструкция
Запал УЗРГ представляет собой металлический корпус, внутри которого находится капсюль-воспламенитель, замедлитель во втулке (пороховая мякоть, заполняющая центральный канал) и капсюль-детонатор. Втулка замедлителя является основанием для сборки всей конструкции запала. Ударно-спусковой механизм запала состоит из ударника, боевой пружины, предохранительной чеки и предохранительной скобы.
Самостоятельно разбирать запал УЗРГ категорически запрещается.

### Варианты

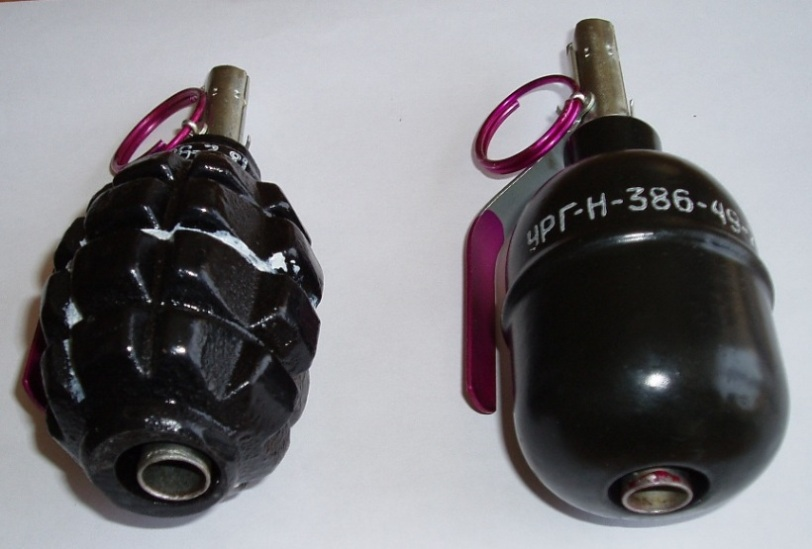
Учебно-имитационные гранаты УРГ и УРГ-Н с имитационными запалами имитирующими работу запала УЗРГМ

После Великой Отечественной войны было разработано несколько более совершенных моделей запала:
- УЗРГМ (рус. Унифицированный Запал Ручной Гранаты Модернизированный)[7] — в отличие от УЗРГ содержит внутри алюминиевой втулки замедлителя медленногорящий малогазовый пиротехнический состав с высокой стабильностью горения и азидовый капсюль-детонатор (смесь азида свинца и ТНРС) в алюминиевой гильзе[8].
- УЗРГМ-2 — в отличие от УЗРГ содержит менее гигроскопичный замедлительный состав со скоростью горения, не зависящей от температуры окружающей среды[9].

Одним из главных отличий от базовой конструкции была замена пороховой мякоти в замедлителе на специальный бездымный состав.

## Общая оценка системы
По опыту уличных боёв на Северном Кавказе было выявлено, что всё семейство взрывателей (УЗРГ, УЗРГМ и УЗРГМ-2) выдают положение использующего гранату громким хлопком, который возникает при срабатывании спускового рычага и наколе капсюля-воспламенителя.